# Dipartimento di Issia
Il dipartimento di Issia è un dipartimento della Costa d'Avorio situato nella regione di Haut-Sassandra, distretto di Sassandra-Marahoué.
La popolazione censita nel 2014 era pari a  327.901 abitanti. 
Il dipartimento è suddiviso nelle sottoprefetture di Boguédia, Iboguhé, Issia, Nahio, Namané, Saïoua e Tapéguia.